# 553-я пехотная дивизия (вермахт)
553-я пехотная дивизия (нем. 553. Grenadier-Division) — тактическое соединение сухопутных войск вооружённых сил нацистской Германии периода Второй мировой войны.

## История
553-я пехотная дивизия была сформирована 11 июля 1944 года на территории военного учебного центра «Мюнзинген» как «заградительная дивизия» во время 29-й волны мобилизации вермахта.
9 октября 1944 года дивизия была переименована в 553-ю народную пехотную дивизию (553. Volksgrenadier-Division). В это время дивизия вела тяжёлые оборонительные бои в Лотарингии. В боях дивизия была практически уничтожена, в ней осталось около 160 пехотинцев. Шесть батальонов считались пропавшими без вести. 10 октября 1944 остатки дивизии были заменены частями 48-й пехотной дивизии. 553-я дивизия временно пополнялась маршевым батальоном и отводилась на восстановление боеспособности. Второй раз дивизия, которая была пополнена за счёт других частей вермахта, продолжала сражаться в районе южнее железнодорожной линии Люневиль — Саарбург.
8-12 ноября 1944 американские соединения вели мощное наступление на позиции 553-й пехотной дивизии, в ходе боёв близ Лентре её части снова понесли огромные потери. По приказу командования группы армий «G» остатки дивизии отступили на запад к Реклонвиль-Сире-сюр-Везуз. В середине ноября 1944 дивизия вела ожесточённые бои южнее Бламона против 79-й американской пехотной дивизии и 2-й французской бронетанковой дивизии.
Солдаты дивизии, численностью не более 1 300 человек, сумели вырваться из кольца окружения через Нидервиллер. 20 ноября командир дивизии доложил в штаб 19-й армии, что его соединение полностью разбито. 22 ноября командир дивизии генерал-майор Брюн попал в плен. Остатки дивизии прорывались в направлении города Бич. 1120-й и 1121-й гренадерские полки были расформированы, 1119-й гренадерский полк ещё имел силу батальона.
Изначально планировалось перебросить дивизию в район Штутгарта для восстановления и пополнения, но из-за нехватки кадровых войск на передовой, её бросили на прикрытие позиций севернее Карлсруэ. В начале января 1945 дивизия вела бои севернее Страсбурга, затем она отступала в направлении Баден-Бадена.
26 января 1945 дивизия была переброшена в район Пфорцхайма на переформирование. 24 марта 1945 дивизия имела численность 4 065 военнослужащих. Во время следующей битвы за Крайльсхайм 553-я дивизия снова понесла большие потери. 12 апреля 10-я бронетанковая дивизия США прорвала фронт дивизии вблизи Эрингена. 553-я народная пехотная дивизия была окончательно уничтожена американскими войсками 27 апреля 1945 года.

## Местонахождение
- с июля по декабрь 1944 (Франция)
- с декабря 1944 по апрель 1945 (Германия)

## Подчинение
- 13-й армейский корпус СС 1-й армии группы армий «G» (август 1944 — январь 1945)
- 13-й армейский корпус 1-й армии группы армий «G» (январь — апрель 1945)

## Командиры
- генерал-майор Йоханнес Брюн (11 июля — 23 ноября 1944)
- генерал-майор Герхард Хютэр (23 ноября 1944 — 27 апреля 1945)

## Состав
- 1119-й пехотный полк (Grenadier-Regiment 1119)
- 1120-й пехотный полк (Grenadier-Regiment 1120)
- 1121-й пехотный полк (Grenadier-Regiment 1121)
- 1553-й артиллерийский полк (Artillerie-Regiment 1553)
- 1553-й противотанковый дивизион (Panzerjäger-Abteilung 1553)
- 553-я стрелковая рота (Füsilier-Kompanie 553)
- 553-й батальон связи (Nachrichten-Abteilung 553)
- 1553-й отряд материального обеспечения (Nachschubtruppen 1553)
- 1553-й полевой запасной батальон (Feldersatz-Bataillon 1553)